# Derambila dentifera
Derambila dentifera är en fjärilsart som beskrevs av Moore 1888. Derambila dentifera ingår i släktet Derambila och familjen mätare. Inga underarter finns listade i Catalogue of Life.